# بلاوباخ
بلاوباخ (به آلمانی: Blaubach) یک شهر در آلمان است که در Kusel واقع شده‌است. بلاوباخ ۴۴۱ نفر جمعیت دارد.